# Basile Sauné
Basile Sauné était un as de l'aviation française de la Première Guerre mondiale.

## Biographie
Né le 1er janvier 1887 à La Bastide-du-Salat en Ariège dans une famille de notables négociants en bois (il est le cadet de cinq frères), Basile Sauné, qui exerce la profession de comptable, effectue de 1908 à 1910 son service militaire au 83e régiment d'infanterie de Toulouse, puis à la 17e section des secrétaires d'état-major et de recrutement dans cette même ville, où il termine avec le grade de caporal, étant promu sergent dans la réserve après sa démobilisation. Il ouvre avec son aîné Émile une boutique de cycles dans son village dont il devient conseiller municipal en 1912.
Quand éclate la guerre, il est mobilisé à la 17e section des secrétaires d'état-major et ne connaît par conséquent pas la guerre des tranchées, restant à Toulouse pour des travaux administratifs. Il se porte alors volontaire pour intégrer l'aviation en 1916, et bien qu'approchant l'âge limite de 30 ans pour devenir aviateur, se retrouve accepté en école de pilotage, obtenant son brevet à Juvisy le 31 août de cette année. Poursuivant sa formation à l'école d'acrobatie de Pau et l'école de tir de Cazaux, il est désigné pour partir pour le front d'orient.
Débarquant à Salonique le 30 janvier 1917 en compagnie de son frère Émile qui lui sert de mécanicien personnel, il connaît son baptême du feu à l'escadrille F 385 située à Gorgop au début de l'année 1917. Le 25 août 1917, il est désigné pour être affecté à une section de chasse défendant la ville d'Athènes. Si les avions ennemis ne s'y montreront jamais, Basile Sauné va en revanche bien se faire connaître de ses habitants en réalisant fréquemment des acrobaties au-dessus de la ville à bord de son chasseur Nieuport 17, gagnant le surnom de « Monsieur Toumbas » dans la presse locale.
Le 22 mars 1918, le commandant Victor Denain, chef de l'aviation française d'Orient, créée l'escadrille de chasse 531 sur le terrain de Gorgop, une unité grecque dont tous les pilotes sont français, à l'exception du chef d'escadrille, le lieutenant Alexandros Zannas. Cette escadrille va connaître une grande activité sur les lignes, et tout particulièrement durant la Bataille de Skra-di-Legen. Basile Sauné, volant avec plusieurs équipiers dont Dieudonné Costes, va y remporter cinq victoires aériennes homologuées devenant avec ce dernier le seul as français du front d'Orient. 
Devant leurs résultats, le commandant Victor Denain envoie Costes et Sauné renforcer l'aviation française dans le secteur de Monastir (aujourd'hui Bitola) pour renforcer la combativité de l'escadrille de chasse locale, portant le no 506. Le 20 juin 1918, Basile Sauné décolle avec Costes et un autre équipier pour une patrouille sur les lignes. Le moteur de Costes refuse de démarrer et la patrouille n'est effectuée qu'à deux pilotes. Sauné tombe sur une patrouille de quatre chasseurs allemands Albatros D.V dont l'un est piloté par l'as allemand Gerhard Fieseler. Un furieux combat s'engage et Basile Sauné est descendu par ce dernier qui en publiera ce récit dans ses mémoires : « Commença alors le plus long des combats que j'avais effectués jusqu'à présent, qui débuta à 4 000 mètres d'altitude et se termina à quelques mètres d'un plateau montagneux où mon adversaire ne put plus, comme c'était sa tactique, piquer pour échapper à mes manœuvres. Il ne lui resta plus d'autre choix que le combat tournoyant. Il se défendit désespérément, et manœuvra pour sa vie. Mais quand il voulut monter il était arrivé au bout de celle-ci. Ma victime était le lieutenant Sauné, un as de l'aviation. Nos soldats trouvèrent dans la poche de son cadavre un journal titrant : Le lieutenant Sauné vient d'abattre cinq avions allemands en trois semaines. »
Le corps de Basile Sauné est enterré avec les honneurs militaires par les troupes allemandes dans le village macédonien de Dounyé. Les pilotes Allemands largueront ensuite sur les lignes françaises un tract dont un exemplaire a été retrouvé : « Aux aviateurs français. Le 20 juin, l'adjudant pilote B. Sauné a été abattu et enterré au cimetière de Dunge avec tous les honneurs militaires. Signé : les aviateurs allemands ».